# Ørnehøj Golfklub
Ørnehøj Golfklub har hjemme på et højt kuperet areal ved Lundegårde, et par kilometer sydvest for Gistrup og ca. 10 km sydøst for Aalborg. Klubbens bane har 27 huller. På banen ligger syv gravhøje, her i blandt Ørnehøje, som har givet navn til klubben.
Klubben har 1.459 medlemmer pr. 31. juli 2019. Klubbens faciliteter findes i en af de tre gamle gårde og omfatter bl.a. en café.
Klubben blev stiftet i 1991 af en række medlemmer af Aalborg Golf Klub, som her oplevede kapacitetsproblemer. Jorden blev købt af et driftsselskab; allerede i 1992 kunne banen indvies og i 1993 havde banen 18 huller. Konstruktionen med et driftsselskab blev fravalgt i 1995, hvor klubben besluttede selv at overtage jorden. I perioden 2002 - 2006 tilkøbtes en naboejendom, og banen blev udvidet med 9 huller.